# Lepidocephalichthys jonklaasi
Lepidocephalichthys jonklaasi é uma espécie de peixe actinopterígeo da família Cobitidae.
Apenas pode ser encontrada no Sri Lanka.